# Scott Brooks
Pour les articles homonymes, voir Brooks.
Scott William Brooks, né le 31 juillet 1965 à French Camp en Californie, est un joueur puis entraîneur américain de basket-ball.

## Biographie

### Carrière de joueur
Brooks, meneur de jeu d'1,80 m (5′ 11″), Brooks joue en NCAA à San Joaquin Delta College, puis à Texas Christian University, avant de terminer ses deux dernières années à l'Université de Californie à Irvine. Il est d'ailleurs intronisé au Hall of Fame de l'UCI en 2001.
Sans jamais avoir été drafté, Brooks joue dix saisons en NBA (1988-1998), évoluant sous les maillots des 76ers de Philadelphie, des Timberwolves du Minnesota, des Rockets de Houston, des Mavericks de Dallas, des Knicks de New York et des Cavaliers de Cleveland. Il remporte un titre de champion NBA en 1994 avec les Rockets de Houston.
Il joue également en CBA avec les Patroons d'Albany et dans la défunte World Basketball League (en) (WBL) avec les Flames de Fresno. Il est champion CBA avec l'équipe d'Albany en 1988.

### Carrière d'entraîneur
Brooks commence sa carrière en tant qu'assistant aux Kings de Sacramento, puis aux Nuggets de Denver.

#### SuperSonics de Seattle/Thunder d'Oklahoma City (2007-2015)
Il est nommé adjoint de P. J. Carlesimo aux SuperSonics de Seattle avant la saison 2007-2008 et a suivi l’équipe jusqu’à la décolonisation à Oklahoma City pour devenir le Thunder. Il est nommé entraîneur du Thunder d'Oklahoma City en 2008, après avoir assuré l'intérim à la suite du licenciement de P.J. Carlesimo le 22 novembre 2008.
Brooks a pris l’un des meilleurs départs pour un entraîneur-chef rookie dans l’histoire récente de la NBA. Il a mené le Thunder aux playoffs NBA au cours de ses cinq premières saisons avec l’équipe. Brooks est nommé l'entraîneur de l'année en 2010 après avoir mené le Thunder à la 8e place de la Conférence Ouest qualificative pour les playoffs, avec une augmentation de 28 victoires par rapport à la saison précédente. 
Le 11 février 2012, Brooks est nommé entraîneur de la conférence Ouest pour le NBA All-Star Game 2012 à Orlando, en Floride. Dans la saison écourtée de 66 matchs en 2011-2012, il a mené le Thunder en Finales NBA, où il a perd contre le Heat de Miami. Au cours de l’intersaison de 2012, le Thunder a re-signé Brooks avec un contrat pluriannuel d’une valeur d’environ 18 millions de dollars.
Le 29 janvier 2014, Brooks est nommé entraîneur de la conférence Ouest pour le NBA All-Star Game 2014 à La Nouvelle-Orléans.
Le 22 avril 2015 à la suite de la non participation du Thunder aux playoffs, il se fait licencier après 7 années en tant qu’entraîneur principal. Il a à son actif au Thunder un titre de NBA Coach of the Year et 5 participations en playoffs (1 finale NBA, 2 finales de conférence, 1 demi-finale de conférence et 2 premier tour).

#### Wizards de Washington (2016-2021)
Le 21 avril 2016, il est nommé entraîneur principal des Wizards de Washington après le limogeage de Randy Wittman survenu 7 jours plus tôt, provoqué par la non qualification de la franchise pour les playoffs. Sa première saison est marquée par une nette amélioration des performances de l'équipe et une qualification pour les playoffs avec avantage du terrain.
Le contrat de Brooks avec les Wizards arrive à son terme en juin 2021 et il n'est pas reconduit.

#### Trail Blazers de Portland (2021-2024)
En juillet 2021, Brooks rejoint les Trail Blazers de Portland comme entraîneur adjoint de Chauncey Billups.

## Palmarès

### En tant que joueur
- Champion NBA en 1994

### En tant qu'entraineur
- NBA Coach of the Year en 2010
- 2× Entraîneur du NBA All-Star Game en 2012 et 2014

## Statistiques en tant qu'entraîneur
| Entraîneur de l'année | Participation en playoffs |

| Équipe        | Année     | Saison régulière | Saison régulière | Saison régulière | Saison régulière           | Playoffs  | Playoffs | Playoffs | Playoffs                                                             |
| Équipe        | Année     | Victoires        | Défaites         | %                | Classement                 | Victoires | Défaites | %        | Résultat                                                             |
| ------------- | --------- | ---------------- | ---------------- | ---------------- | -------------------------- | --------- | -------- | -------- | -------------------------------------------------------------------- |
| Oklahoma City | 2008-2009 | 22               | 47               | 31,9             | 5e en division Nord-Ouest  | -         | -        | -        | Pas de playoffs                                                      |
| Oklahoma City | 2009-2010 | 50               | 32               | 61,0             | 4e en division Nord-Ouest  | 2         | 4        | 33,3     | Défaite contre les Lakers de Los Angeles au premier tour             |
| Oklahoma City | 2010-2011 | 55               | 27               | 67,1             | 1er en division Nord-Ouest | 9         | 8        | 52,9     | Défaite contre les Mavericks de Dallas en finale de conférence       |
| Oklahoma City | 2011-2012 | 47               | 19               | 71,2             | 1er en division Nord-Ouest | 13        | 7        | 65,0     | Défaite contre le Heat de Miami en finale NBA                        |
| Oklahoma City | 2012-2013 | 60               | 22               | 73,2             | 1er en division Nord-Ouest | 5         | 6        | 45,5     | Défaite contre les Grizzlies de Memphis en demi-finale de conférence |
| Oklahoma City | 2013-2014 | 59               | 23               | 72,0             | 1er en division Nord-Ouest | 10        | 9        | 52,6     | Défaite contre les Spurs de San Antonio en finale de conférence      |
| Oklahoma City | 2014-2015 | 45               | 37               | 54,9             | 2e en division Nord-Ouest  | -         | -        | -        | Pas de playoffs                                                      |
| Washington    | 2016-2017 | 49               | 33               | 59,8             | 1er en division Sud-Est    | 7         | 6        | 53,8     | Défaite contre les Celtics de Boston en demi-finale de conférence    |
| Washington    | 2017-2018 | 43               | 39               | 52,4             | 2e en division Sud-Est     | 2         | 4        | 33,3     | Défaite contre les Raptors de Toronto au premier tour                |
| Washington    | 2018-2019 | 32               | 50               | 39,0             | 4e en division Sud-Est     | -         | -        | -        | Pas de playoffs                                                      |
| Washington    | 2019-2020 | 25               | 47               | 34,7             | 3e en division Sud-Est     | -         | -        | -        | Pas de playoffs                                                      |
| Washington    | 2020-2021 | 34               | 38               | 47,2             | 3e en division Sud-Est     | 1         | 4        | 33,3     | Défaite contre les 76ers de Philadelphie au premier tour             |
| Total         | Total     | 521              | 414              | 55,7             |                            | 49        | 48       | 50,5     |                                                                      |